# Mariel Fitz Patrick
Mariel Fitz Patrick (Buenos Aires, 27 de agosto de 1968) es una periodista argentina, especializada en investigación, temas judiciales y periodismo de datos. Trabaja en el sitio digital Infobae y en la Radio Continental.

## Biografía
Fitz Patrick egresó de la escuela de periodismo de TEA, donde se desempeñó como profesora. Fue asesora de prensa en la Cámara de Diputados de la Nación y empezó su carrera periodística como colaboradora de medios gráficos, entre ellos las revistas Viva, Ñ y Pymes del diario Clarín. 
Entre 2006 y 2008, junto a Inés Selvood crearon y editaron el blog Plaza Pública en clarín.com.    
Participó en la investigación, producción de material de archivo y edición de producciones documentales.[cita requerida]
Entre 2010 y 2013 fue redactora de la revista Noticias, de Editorial Perfil.  
Desde 2012 hasta diciembre de 2015 integró el equipo del programa Periodismo para Todos conducido por Jorge Lanata en Canal 13.
Entre marzo de 2016 y marzo de 2017, condujo el Noticiero Central de la Televisión Pública Argentina junto a Daniel López.
En 2017 participó del programa periodístico "Informe Central" en la señal A24. De 2016 a 2018 fue columnista en el programa Animales Sueltos, que se emite por América TV.
En 2016 y 2018 estuvo nominada a los Premios Martín Fierro por Mejor Labor Periodística Femenina en Televisión. 
Trabaja en el diario digital Infobae, en el área de Política y en la Unidad de datos de Infobae.
Integra desde 2003 el Foro de Periodismo Argentino, del que fue parte de su Comisión Directiva. 
Es miembro del Consorcio Internacional de Periodistas de Investigación, con sede en Washington.
Desde marzo de 2020 a 2021 condujo el programa Código F por Radio Rivadavia. Desde marzo de 2021 sale en Radio Continental.

## Panamá Papers
En marzo de 2015, Fitz Patrick fue elegida por el Consorcio Internacional de Periodistas de Investigación para integrar el equipo argentino que de los Panama Papers.[cita requerida] Por la Argentina participaron además Hugo Alconada Mon, Iván Ruiz y Maia Jastreblansky.
Los resultados de la investigación se dieron a conocer en simultáneo a nivel mundial el 3 de abril de 2016. En Argentina, se difundieron a través de los canales de televisión Todo Noticias, Canal 13 y el diario La Nación. La investigación tuvo enorme repercusión mundial, así como en la Argentina, ya que apareció involucrado el presidente Mauricio Macri, lo que derivó en una investigación judicial. También aparecieron vinculados a sociedades off shore no declaradas varios argentinos conocidos.
Al publicar el informe, Fitz Patrick omitió que los principales accionistas del Grupo Clarín, Héctor Magnetto, Lucio Pagliaro y José Aranda, también eran parte del escándalo Panama Papers. Fitz Patrick fue anunciada como una de las nuevas incorporaciones del noticiero Televisión Pública Noticias. Según ella, fue contratada un mes antes de la difusión de los Panama Papers. Días después de conocida la investigación, comentó que dio conocimiento del hecho al gobierno del presidente Macri, mencionado en la investigación internacional, antes de hacerse públicos los documentos.